# Lista över dagstidningar i Kenya
Följande är en lista över dagstidningar i Kenya:

## Lista över dagstidningar i Kenya
| Stad    | Dagstidning                             | Publisher              | Webbsida |
| ------- | --------------------------------------- | ---------------------- | -------- |
| Nairobi | The Daily Nation                        | Nation Media Group     |          |
| Nairobi | The Standard                            | Standard Group Limited |          |
| Nairobi | The EastAfrican                         | Nation Media Group     |          |
| Nairobi | The Kenya Times                         |                        |          |
| Nairobi | The Sub-Saharan Informer (pan-national) |                        |          |
| Nairobi | Taifa Leo                               | Nation Media Group     |          |
| Nairobi | Business Daily                          | Nation Media Group     |          |
| Nairobi | The Star                                | Radio Africa Group     |          |
| Nairobi | The People                              | Media Max Ltd          |          |
| Mombasa | Coast Week                              | Coast Week Ltd         |          |